# Lonnie Mack
Lonnie McIntosh (18 de julio de 1941 – 21 de abril de 2016), reconocido por su nombre artístico Lonnie Mack, fue un cantante y guitarrista estadounidense. Popular por sus instrumentales de 1963 "Memphis" y "Wham!", Lonnie fue mencionado en muchas ocasiones como un "pionero" del blues rock.
De acuerdo a la revista Guitar World, sus primeros solos de guitarra fueron una gran influencia para guitarristas como Eric Clapton, Duane Allman, Stevie Ray Vaughan, Ted Nugent y Mike Bloomfield. Guitarristas que citan a Lonnie como una gran influencia en sus carreras incluyen a Stevie Ray Vaughan, Jeff Beck, Dickey Betts, Ray Benson, Bootsy Collins y Ted Nugent.
Lonnie Mack falleció por muerte natural el 21 de abril de 2016, en un hospital cerca a su casa en Smithville, Tennessee.

## Discografía
- 1964: The Wham of that Memphis Man!
- 1969: Glad I'm in the Band
- 1969: Whatever's Right
- 1971: The Hills of Indiana
- 1973: Dueling Banjos (con Rusty York)
- 1977: Home At Last
- 1978: Lonnie Mack With Pismo
- 1980: South
- 1983: Live at Coco's
- 1985: Strike Like Lightning
- 1986: Second Sight
- 1988: Roadhouses and Dance Halls
- 1990: Attack of the Killer V